# 維克多·梅薩

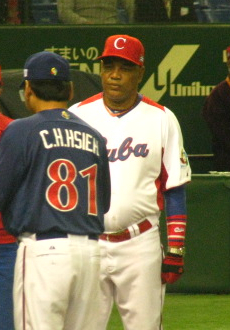
2013年世界棒球經典賽

維克多·梅薩（Victor Mesa Martínez，1960年2月20日—），前古巴棒球選手，守備位置為中外野手，前古巴棒球代表隊總教練。
1992年，參加巴塞隆納奧運拿到個人在國家隊的第一面金牌。
2015年11月13日，於2015年世界棒球12強賽中古大戰的前天，古巴球員結群去逛台灣的體育用品店，而總教練梅薩更直接坐球迷的機車去購買商品。

## 外部連結
- 維克多·梅薩在国际奥林匹克委员会的资料
- 網友糗古巴教練扳一城 黃平洋、趙士強對他印象深刻
- 〈中古對抗賽〉相交36年 古巴教頭Mesa、趙士強相見歡